# Neocalyptrocalyx longifolium
Neocalyptrocalyx longifolium là một loài thực vật có hoa trong họ Capparaceae. Loài này được (Mart.) X. Cornejo & H.H. Iltis mô tả khoa học đầu tiên năm 2008.